# Listă de ortoptere din România
Lista ortopterelor din România cuprinde peste 180 specii (2008), inclusiv 9 specii endemice pentru România: Isophya dobrogensis, Isophya harzi, Callimenus montandoni, Odontopodisma carpathica, Odontopodisma acuminata, Odontopodisma montana, Zubovskya banatica, Podismopsis transsylvanica și Chorthippus acroleucus.

## Istoric
Primele cercetări asupra faunei de ortoptere de pe teritoriul actual al României au fost realizate de Carl Fuss (1853, 1855). Ulterior au fost făcute diverse studii, iar între anii 1903-1909, Tefan G. Zottu publică patru liste sistematice ale ortopterelor din România în Buletinul Societății de Știine București. Alte lucrări importante au fost realizate de Arnold Muller (1931-1932), R. Ebner (1925-1926, 1929-1930), G. Eliescu (1937), W. Ramme (1942). În 1959 apare în „Fauna RPR” volumul „Ortoptera” realizat de W. K. Knechtel și A. Popovic-Bîznoanu. În perioada postbelică s-au remacat entomologii C. Mîndru (1956), A. Sangheli (1971), Maria A. Vasiliu (1960), Bela Kis (1959, 1962, 1967, 1970) ș.a.

## SubordinulEnsifera

### SuprafamiliaTettigonioidea

#### FamiliaTettigoniidae

##### SubfamiliaPhaneropterinae
- Tylopsis liliifolia (Fabricius, 1793)
- Phaneroptera falcata (Poda, 1761)
- Phaneroptera nana (Fieber, 1853)
- Phaneroptera gracilis spinosa (Bei-Bienko, 1954)
- Leptophyes albovittata (Kollar, 1833)
- Leptophyes boscii (Fieber, 1853)
- Leptophyes laticauda (Frivaldsky, 1867)
- Leptophyes punctatissima (Bosc, 1792)
- Leptophyes discoidalis (Frivaldsky, 1867)
- Isophya dobrogensis (Kis, 1994)
- Isophya hospodar (Saussure, 1898)
- Isophya rectipennis (Brunner von Wattenwyl, 1878)
- Isophya costata (Brunner von Wattenwyl, 1878)
- Isophya speciosa (Frivaldsky, 1867)
- Isophya zubowskii (Bei-Bienko, 1954)
- Isophya camptoxypha (Fieber, 1854)
- Isophya harzi (Kis, 1960)
- Isophya pienensis (Maran, 1954)
- Isophya kraussii (Brunner von Wattenwyl, 1878)
- Isophya modesta modesta (Frivaldsky, 1867)
- Isophya modesta longicaudata (Ramme, 1951)
- Isophya modestior Brunner von Wattenwyl, 1882
- Isophya stysi Cejchan, 1958
- Isophya zubowskii Bey-Bienko, 1954
- Barbitistes ocskayi Charpentier, 1850
- Barbitistes serricauda (Fabricius, 1794)
- Barbitistes constrictus Brunner von Wattenwyl, 1878
- Ancistrura nigrovittata (Brunner von Wattenwyl, 1878)
- Poecilimon affinis (Frivaldsky, 1867)
- Poecilimon schmidti (Fieber, 1853)
- Poecilimon ampliatus Brunner von Wattenwyl, 1878
- Poecilimon intermedius (Fieber, 1853)
- Poecilimon thoracicus (Fieber, 1853)
- Poecilimon fussii Brunner von Wattenwyl, 1878
- Poecilimon brunneri (Frivaldsky, 1867)
- Polysarcus denticauda (Charpentier, 1825)

##### SubfamiliaSaginae
- Saga campbelli gracilis Kis, 1962
- Saga pedo (Pallas, 1771)

##### SubfamiliaConocephalinae
- Conocephalus fuscus (Fabricius, 1793)
- Conocephalus dorsalis (Latreille, 1804)
- Conocephalus hastatus (Charpentier, 1825)
- Ruspolia nitidula (Scopoli, 1786)

##### SubfamiliaMeconematinae
- Meconema thalassinum (De Geer, 1773)

##### SubfamiliaTettigoniinae
- Tettigonia cantans (Fuessly, 1775)
- Tettigonia viridissima (Linnaeus, 1758)
- Tettigonia caudata (Charpentier, 1845)
- Gampsocleis schelkovnikovae Adelung, 1916
- Gampsocleis glabra (Herbst, 1786)
- Decticus verrucivorus (Linnaeus, 1758)
- Decticus albifrons (Fabricius, 1775)
- Metrioptera brachyptera (Linnaeus, 1761)
- Metrioptera (Broughtonia) domogledi (Brunner von Wattenwyl, 1882)
- Metrioptera (Bicolorana) bicolor (Philippi, 1830)
- Metrioptera (Roeseliana) roeselii (Hagenbach, 1822)
- Metrioptera (Roeseliana) fedschenkoi vasilii (Götz, 1969)
- Metrioptera (Vichetia) oblongicollis (Brunner von Wattenwyl, 1882)
- Zeuneriana amplipennis (Brunner von Wattenwyl, 1882)
- Platycleis (Platycleis) escalerai Bolivar, 1899
- Platycleis (Platycleis) affinis Fieber, 1853
- Platycleis (Platycleis) intermedia (Serville, 1838)
- Platycleis (Platycleis) albopunctata albopunctata (Goeze, 1778)
- Platycleis (Platycleis) albopunctata grisea (Fabricius, 1781)
- Platycleis (Montana) montana (Kollar, 1833)
- Platycleis (Montana) striata (Thunberg, 1815)
- Platycleis (Montana) medvedevi (Miram, 1927)
- Platycleis (Tessellana) veyseli (Kocak, 1984)
- Platycleis (Tessellana) nigrosignata (Costa, A., 1863)
- Eupholidoptera chabrieri (Charpentier, 1825)
- Pholidoptera frivaldskyi (Herman, 1871)
- Pholidoptera griseoaptera (De Geer, 1773)
- Pholidoptera littoralis similis (Brunner von Wattenwyl, 1861)
- Pholidoptera fallax( Fischer, 1853)
- Pholidoptera transsylvanica (Fischer, 1853)
- Pholidoptera aptera (Fabricius, 1793)
- Bucephaloptera bucephala (Brunner von Wattenwyl, 1882)
- Rhacocleis germanica (Herrich-Schaffer, 1840)
- Pachytrachis gracilis (Brunner von Wattenwyl, 1861)
- Onconotus servillei Fischer von Waldheim, 1846

##### SubfamiliaBradyporinae
- Bradyporus dasypus (Illiger, 1800)
- Callimenus macrogaster longicollis (Fieber, 1853)
- Callimenus montandoni Burr, 1898
- Ephippiger ephippiger (Fiebig, 1784)

### SuprafamiliaGrylloidea

#### FamiliaGryllidae

##### SubfamiliaGryllinae
- Gryllus campestris Linnaeus, 1758
- Acheta domesticus (Linnaeus, 1758)
- Melanogryllus desertus (Pallas, 1771)
- Modicogryllus (Modicogryllus) frontalis (Fieber, 1845)
- Modicogryllus (Modicogryllus) truncatus (Tarbinsky, 1940)
- Modicogryllus (Eumodicogryllus) burdigalensis (Latreille, 1804)

##### SubfamiliaNemobiinae
- Nemobius sylvestris (Bosc, 1792)
- Pteronemobius heydenii (Fischer, 1853)
- Stenonemobius gracilis (Jakovlev, 1871)

##### SubfamiliaOecanthinae
- Oecanthus pellucens (Scopoli, 1763)

#### FamiliaMogoplistidae

##### Subfamilia Mogoplistinae
- Arachnocephalus vestitus Costa, 1855

#### FamiliaMyrmecophilidae

##### Subfamilia Myrmecophilinae
- Myrmecophilus (Myrmecophilus) acervorum (Panzer, 1799)

#### FamiliaGryllotalpidae

##### SubfamiliaGryllotalpinae
- Gryllotalpa gryllotalpa (Linnaeus, 1758)
- Gryllotalpa unispina Saussure, 1874

## SubordinulCaelifera

### SuprafamiliaTridyctyloidea

#### FamiliaTrdiactlidae

##### SubfamiliaDendridactylinae
- Bruntridactylus tartarus (Saussure, 1874)

##### SubfamiliaTridactylinae
- Xya variegata (Latreille, 1809)
- Xya pfaendleri Harz, 1970

### SuprafamiliaTetrigoidea

#### FamiliaTetrigidae

##### SufamiliaTetriginae
- Depressotetrix depressa (Brisout de Barneville, 1848)
- Uvarovitettix transsylvanicus (Bazyluk & Kis, 1960)
- Paratettix meridionalis (Rambur, 1839)
- Tetrix ceperoi (Bolivar, I., 1887)
- Tetrix subulata (Linnaeus, 1758)
- Tetrix bolivari Saulcy, 1901
- Tetrix tuerki (Krauss, 1876)
- Tetrix tenuicornis (Sahlberg, 1891)
- Tetrix undulata (Sowerby, 1806)
- Tetrix bipunctata kraussi Saulcy, 1888
- Tetrix bipunctata bipunctata (Linnaeus, 1758)

### SuprafamiliaAcridoidea

#### FamiliaPamphagidae

##### SubfamiliaPrinotropisinae
- Asiotmethis limbatus (Charpentier, 1845)

#### FamiliaAcrididae

##### SubfamiliaCatanopinae
- Pezotettix giornae (Rossi, 1794)

##### SubfamiliaCalliptaminae
- Paracaloptenus caloptenoides (Brunner von Wattenwyl, 1861)
- Calliptamus italicus (Linnaeus, 1758)
- Calliptamus barbarus (Costa, O.G., 1836)

##### SubfamiliaMelanopliinae
- Podisma pedestris (Linnaeus, 1758)
- Miramella (Capraiuscola) ebneri ebneri (Galvagni, 1953)
- Miramella (Capraiuscola) ebneri carpathica (Cejchan, 1958)
- Miramella (Kisella) alpina (Kollar, 1833)
- Miramella (Kisella) irena (Fruhstorfer, 1921)
- Pseudopodisma fieberi (Scudder, S.H., 1897)
- Pseudopodisma transilvanica Galvagni & Fontana, 1993
- Odontopodisma decipiens Ramme, 1951
- Odontopodisma carpathica Kis, 1961
- Odontopodisma rubripes (Ramme, 1931)
- Odontopodisma acuminata Kis, 1962
- Odontopodisma montana Kis, 1962
- Zubovskya banatica Kis, 1965

##### SubfamiliaAcridini
- Acrida ungarica (Herbst, 1786)

##### SubfamiliaOedipodinae
- Locusta migratoria (Linnaeus, 1758)
- Oedaleus decorus (Germar, 1817)
- Psophus stridulus (Linnaeus, 1758)
- Celes variabilis (Pallas, 1774)
- Oedipoda caerulescens (Linnaeus, 1758)
- Oedipoda germanica (Latreille, 1804)
- Bryodemella tuberculatum (Fabricius, 1775)
- Sphingonotus caerulans (Linnaeus, 1767)
- Acrotylus insubricus (Scopoli, 1786)
- Acrotylus longipes (Charpentier, 1845)
- Aiolopus thalassinus (Fabricius, 1781)
- Aiolopus strepens (Latreille, 1804)
- Epacromius tergestinus (Charpentier, 1825)
- Epacromius coerulipes (Ivanov, 1887)
- Platypygius crassus (Karny, 1907)
- Paracinema tricolor bisignata (Charpentier, 1825)
- Mecostethus alliaceus (Germar, 1817)
- Stethophyma grossum (Linnaeus, 1758)

##### SubfamiliaGomphocerinae
- Euthystira brachyptera (Ocskay, 1826)
- Chrysocharon dispar (Germar, 1831)
- Podismopsis transsylvanica Ramme, 1951
- Arcyptera (Arcyptera) fusca (Pallas, 1773)
- Arcyptera (Pararcyptera) microptera (Fischer von Waldheim, 1833)
- Dociostaurus brevicollis (Eversmann, 1848)
- Dociostaurus maroccanus (Thunberg, 1815)
- Stenobothrus rubicundulus (Germar, 1817)
- Stenobothrus crassipes (Charpentier, 1825)
- Stenobothrus stigmaticus (Rambur, 1839)
- Stenobothrus lineatus (Panzer, 1796)
- Stenobothrus fischeri (Eversmann, 1848)
- Stenobothrus eurasius Zubovski, 1898
- Stenobothrus nigromaculatus (Herrich-Schaffer, 1840)
- Omocestus (Omocestus) viridulus (Linnaeus, 1758)
- Omocestus (Omocestus) rufipes (Zetterstedt, 1821)
- Omocestus (Omocestus) haemorrhoidalis (Charpentier, 1825)
- Omocestus (Omocestus) petraeus (Brisout de Barneville, 1855)
- Omocestus (Omocestus) minutus (Brullé, 1832)
- Myrmeleotettix antennatus (Fieber, 1853)
- Myrmeleotettix maculatus (Thunberg, 1815)
- Gomphocerippus rufus (Linnaeus, 1758)
- Stauroderus scalaris (Fischer von Waldheim, 1846)
- Chorthippus (Glyptobothrus) apricarius (Linnaeus,1758)
- Chorthippus (Glyptobothrus) vagans (Eversmann, 1848)
- Chorthippus (Glyptobothrus) biguttulus hedickei (Ramme, 1942)
- Chorthippus (Glyptobothrus) brunneus (Thunberg, 1815)
- Chorthippus (Glyptobothrus) mollis (Charpentier, 1825)
- Chorthippus (Glyptobothrus) macrocerus purpuratus (Voroncovskij, 1927)
- Chorthippus (Glyptobothrus) pullus (Philippi, 1830)
- Chorthippus (Glyptobothrus) acroleucus (Müller, A., 1924)
- Chorthippus (Chorthippus) oschei Helversen, O. von, 1986
- Chorthippus (Chorthippus) albomarginatus (De Geer, 1773)
- Chorthippus (Chorthippus) albomarginatus × oschei [Vedenina & Helversen, O. von, 2003]
- Chorthippus (Chorthippus) loratus (Fischer von Waldheim, 1846)
- Chorthippus (Chorthippus) dichrous (Eversmann, 1859)
- Chorthippus (Chorthippus) dorsatus (Zetterstedt, 1821)
- Chorthippus (Chorthippus) montanus (Charpentier, 1825)
- Chorthippus (Chorthippus) parallelus (Zetterstedt, 1821)
- Euchorthippus pulvinatus (Fischer von Waldheim, 1846)
- Euchorthippus declivus (Brisout de Barneville, 1848)